# Локањ
Доњи Локањ и Горњи Локањ су насељена мјеста у Општини Зворник, Република Српска, БиХ.

## Етимологија
Локањ је име добио по локвама, којих је било много на том подручју.

## Организација села
Локањ се састоји из више засеока, при уласку иду Лакићи, Гудура, Њиверице, Гајићи, Араповићи, Мaнојловићи, Лазаревићи. Засеоци су углавном добијали називе по заступљеном презимену, односно према прецима који су дошли на та подручја.

### Засеок Лазаревићи
Засеок Лазаревићи се налази на крајњем западном дијелу села Локања у захвату пута који води од Брањева до подножја планине Мајевице. Засеок је добио назив по претку Лазару који се одијелио од брата Манојла и ту направио кућу. Раније је засеок био прилично развучен, од садашњег пута ка сјеверу, и до појединих кућа се тешко долазило, јер су прилазни путеви били у лошем стању. Сада се доста домаћинстава спустило ка асвалтном путу који завршава баш у њиховом засеоку.

### Засеок Манојловићи
Засеок Манојловићи се налази на сјеверозападу села Локања и до њега се стиже са асвалтног пута. Добио је име по претку Манојлу, брата Лазаревом. Засеок је удаљен од асвалтног пута око 1,5 километара.

### Засеок Араповићи
Засеок Араповићи налази се на југозападном дијелу Локања, на десној страни Локањске ријеке, на релативно тешким теренима, као и већина заселака Локања. Добио је име по претку који је био црномањасте пути, те су га мјештани прозвали ''арапом'' а његову дјецу ''араповићи''. Ниједна породица у Араповићима нема такво презиме.

### Засеок Гајићи
Засеок Гајићи је последњи засеок у Горњем Локању, са десне стране Локањске ријеке. Овај засеок повезан је са остатком села бетонским мостом којим је олакшан прилаз ка том засеоку у свим временским условима. Добио је назив по Гаји који се доселио из старе Херцеговине.

### Засеок Попадићи
Засеок Попадићи се налази у централном дијелу Локања сјеверно од асвалтног пута. Добио је назив по свјештенику који је ту некада раније живио, па му је попадија остала удовица са доста дјеце које су мјештани називали ''попадићи'' те је читав засеок остао под тим именом. Повезан је макадамским путем са сусједним засеоцима Савићима и Манојловићима.

### Засеок Савићи
Засеок Савићи налази се у централном дијелу Локања сјеверно од Локањске ријеке. Засеок је удаљен од главног пута на око два километара. Од Савића води пут у засеок Баре (Пилица), такође у дужини од два километара.

### Засеок Градац
Засеок Градац се налази на југу села Локања и граничи се са селом Горња Трновица. Добио је назив по легенди о граду који је ту некада постојао. У овом засеоку постоје остаци ранијих грађевина, цигла, зиданих камења и дијелови грнчарије.

### Засеок Потоци
Засеок Потоци се налази западно од засеока Јанковићи за непун један километар. Кроз овај засеок пролази макадамски пут који га повезује са Јанковићима и даље са путем који је природна граница Локања и Пилице. Добио је име по потоцима који пролазе кроз тај засеок.

### Засеок Њиверице
Засеок Њиверице се налази у централном дијелу Локања. Смјештен је сјеверно од Локањске ријеке. Добио је назив по њивама на којима се налази овај засеок. У том засеоку налази се петоразредна подручна школа.

### Засеок Јанковићи
Засеок Јанковићи налази се на сјеверу Локања у граничном дијелу према селу Пилици. Кроз тај засеок пролази макадамски пут са којим је повезан са засеоцима Радоњићи и Потоци и долази до асвалтног пута који води кроз Локањ. Добио је назив по претку Јанку који се доселио из Угљевика.

### Засеок Радоњићи
Засеок Радоњићи се налази на сјеверу Локања и граничи се са селом Пилица. Кроз Радоњиће пролази макадамски пут који води од Раскршћа ка Јанковићима или према Подгају. Добио је име по Радоњи, који се доселио у ове крајеве 1523. године. Вјероватно се ради о кнезу Радоњи који се помиње у једном турском документу гдје се говори о организацији власти у Теочанској тврђави и нахији.

### Засеок Подгај
Засеок Подгај се налази југоисточно од засеока Радоњићи за око један километар. До њега води макадамски пут од пута који граничи између Локања и Пилице и даље за гробље у Паровићима. Добио је име по пошумљеном дијелу земљишта изнад засеока који се зове Гај, те су по томе насеље које се налазило ниже од Гаја називали под-гај, односно Подгај.

### Засеок Пантићи - Граб
Засеок Пантићи се налази на сјевероистоку Локања уз сами пут који чини границу између Локања и Пилице. Добио је назив по претку Панти Ћуку или Ћуковићу који се доселио ту, а назив Граб, засеок је добио по извору испод дрвета граба, који је користио први досељеник Панто, а касније и његов син Тома, по коме је тај извор и добио назив. У овом засеоку постоји већа зараван која се зове ''панђуриште''. што значи вашариште.

### Засеок Подосоје
Засеок Подосоје се налази на југоисточном дијелу Локања на сјеверним падинама Брда, кота 385 и Симанића брда. Добио је име по томе што је земљиште ''подосојно'', заклоњено добар дио од Сунца. Кроз Подосоје води пут који из Роћевића води према Локањском Брањеву и главном путу.

### Засеок Гудура
Засеок Гудура се налази на источном дијелу села, сјеверно од ријеке и у захвату главног пута кроз Локањ. Добио је име по конфигурацији земљишта на коме се налази, које је доста брдовито и тешко проходно. Сама ријеч ''гудура'' значи тешко проходно.

### Локањско Брањево
Локањско Брањево се налази на крајњем истоку Локања, односно то је први засеок на лијевој страни када се улази у Локањ са магистралног пута Зворник - Бијељина. Добио је име по чињеници да са Брањевом у Пилици чини једну територијалну цјелину. Брањево је добило име по географском положају терена које је веома погодно за брањење, односно одбрану.

## Географија
Ово село се простире у захвата водосливнице Локањске ријеке са једне и друге стране. Сачињавају је Горњи Локањ и Доњи Локањ. Та два села међусобно су повезана и не дјели их никаква природна граница, већ замишљена административна граница. Са сјевера се граничи са Горњом Крћином и Пилицом, са истока са Брањевом, са југа са Горњим Шепком, Роћевићем, Трновицом, Јасеницом и Кисељаком, а са запада са селима Лазе и Растошницом, односно планином Мајевицом.

### Клима
Клима се одликује хладним зимама и топлим љетима. Јануар је најхладнији мјесец, док је јул најтоплији. Облачност је највећа у децембру, а најмања у августу.

### Земљиште
Земљиште Локања је брдовито са веома мало равница. Најнижа тачка надморске висине је 160 метара, а највиша тачка надморске висине је 548 метара.

### Површина
Површина Локања износи непуних 28 квадратних километара.

### Локањска ријека
Локањска ријека настаје испод планине Мајевице код засеока Лазаревићи. Дуга је око 15 километара и протиче скоро средином Локања, правцем запад - исток. Пролазећи кроз Локањ читавом дужином, ријека га напушта код Махмутове пећине и силаском у равницу испред Брањева, прави велике меандре и улива се у ријеку Дрину источно од Локањског Брањева. Ова ријека је од великог значаја за село. На тој ријеци је изграђено девет воденица, али нажалост, ниједна више није у функцији. Од тих воденица остали су само темељи или неки други трагови да су постојали. Са Локањске ријеке довлачена је вода за домаћинства.

## Историја
Подручје Локања је било насељено још у давна времена, али пошто није вршено научно или етнолошко, нити геолошко истраживање, нема тачних података о насељавању ових подручја, као и настајању и нестајању појединих култура на овом подручју. У Локању постоје одређени показатељи да је ово подручје било насељено у старим временима.

### Стари вијек
У Локању постоји мјесто звано ''градац'' на подручју Локањског Брањева гдје су ископаване људске лобање и кости, као и остаци старих оружја. Мало дубљим копањем, могу се наћи остаци зидина, вјероватно из доба Римског царства. Осим поменутог мјеста, постоји и засеок Градац. Близу Локања, налазио се ''Римски пут'' који је повезивао приморје долине ријеке Неретве, па преко Сокоца и Романије до долине ријеке Дрине, затим долином ријеке Дрине до Раче и даље до Сирмијума (данашња Сремска Митровица). Тај пут изграђен је у трећем или четвртом вијеку. Познато је да су тим путем ишли трговци из Дубровника и да су га доста користили. Тај пут служио им је за трговину у два правца. Непосредно близу Локања у Шепку им је била раскрсница, гдје се од овога пута одвајао један крак на сјевер за Будим и Пешту, а овај главни пут је ишао за Сремску Митровицу преко Раче и даље према западу. Тај пут који је водио од Дубровника, па наведеним правцем преко Зворника и Бијељине, добио је назив ''дубровачки пут'', по дубровачким караванима који су туда пролазили.

### Средњи вијек
У Локању постоје локалитети Паровићи и Маснице. Наиме, на Паровићима и Масницама постоје надгробни споменици - стећци из средњег вијека, којих има доста. Ови споменици су вјероватно везани за неко веће насеље на лијевој обали Паровићког потока, у правцу засеока Подгај. Ту се и данас ископавају остаци посуђа и керамике.
У ближој околини Локања налазили су се познати храмови из тог времена, као што су:
1. Манастир Троноша код Лознице
2. Ловница код Шековића
3. Манастир Тавна између Зворника и Бијељине
4. Манастир Озрен на пола пута између Добоја и Тузле на планини Озрен

### Нови вијек

#### Турска владавина
Село Локањ, вјероватно је пало 1520. падом тврђаве Теочак под турску власт. Босна и Херцеговина остаје у саставу Османског царства наредна четири вијека. У вријеме турске владавине, била је честа појава сељења становништва. Досељавања у Локањ углавном је било из Херцеговине или Црне Горе. Та сељења нису била бројчано масовна или једновремена, него мање више, појединачна и у различитим временским размацима. Путна мрежа у вријеме турске владавине скоро па није ни постојала сем кретања пјешадије и коњаника, а ти путеви су углавном служили Турцима да би на коњима узимали трећину или за разне начине угњетавања српског становништва.

#### Српски устанци
Први српски устанак под вођством Карађорђа Петровића имао је великог одјека код босанских Срба, нарочито у Источној Босни. Игуман и манастира Тавне Јефто - Јефтимије Пљацо је био веома вољен из околних села (Локањ, Пилица, Крћина, Бањица, Трнова...). Он је организовао једну повећу чету одважних и младих људи из околних села и са њима прешао ријеку Дрину и придружио се Карађорђевим устаницима у Србији. Када су Турци угушили устанак у Србији, Срби из околних села манастира Тавна вратили су се у свој крај, али се нису смјели вратити својим кућама, него су хајдуковали по шумама, штитећи народ од турског зулума. 1807. у манастиру Тавна се населио неки харачлија Китовница који је српском народу наметнуо велики зулум, а његове харачлије су злостављале и мучили српску сиротињу. Чувши за ово, хајдуци изврше напад на Турке у манастиру Тавна и све их побију. Није прошло много од тог догађаја, а Турци изврше напад на манастир Тавну, опљачкају га и спале, а калуђери су успјели да побјегну. Након ослобођења Србије 1814. вратио се игуман Јефто и почео са обновом манастира. Тешко је рећи колико је Срба из тих крајева учествовало у оба српска устанка.

#### Аустро-угарска владавина
Окупацијом БиХ, настало је двовлашће, с једне стране Турске која није повукла нити предала власт све до потпуне анексије, и са друге стране Аустроугарске. Према попису становништва из тих времена, Локањ је имао 98 кућа са 580 становника. Аустроугарска је касније анексирала Босну и Херцеговину 1908.

#### Први свјетски рат
Почетком Првог свјетског рата, Аустроугарска је почела са мобилизацијом мушкараца способних за рат. Аустроугарска је такође мобилисала Србе из Локања, пошто се Локањ у то вријеме и налазио у Аустроугарској. Званични подаци о Локањцима у Првом свјетском рату не постоје, а потомци ратника се не сјећају довољно, од незваничних података, много њих је побјегло у Србију. Први свјетски рат трајао је од 1914. до 1918. Србија и њени савезници изашли су као побједници у рату, Аустроугарска је изгубила рат и као држава нестала. Завршетком рата, на посједу Аустроугарске, формиране су нове државе, међу којима је Краљевина Срба, Хрвата и Словенаца, касније преименована у Краљевина Југославија.

### Савремено доба

#### Локањ у Краљевини Југославији
Локањ у међуратном периоду је био доста миран. Налазио се у Тузланској области, а касније у Дринској бановини. Недалеко од Локања, на Брањеву гдје су били насељени Нијемци развијао се мали занатски центар за Локањ, као и у другим селима. Ту су били млин за једра који је покретао вјетар, дућани мјешовите робе, основна школа, пошта, ковачница, читаоница. Поједини имућни домаћини почињу, обично по једно дијете, ријетко више, да уписују у четвороразредну школу. У Локању није постојала школа, па се погађала у три различита мјеста, зависно из кога су засеока: код манастира Тавна, на Брањеву и у Скочићу.

#### Други свјетски рат
Југославија је нападнута 6. априла 1941. године од стране Њемачке и њених савезника Италије, Мађарске и Бугарске, зато што се народ побунио против потписивања ''тројног пакта''. Локањ се налазио у НДХ. На самом почетку рата, дошло је до великог погрома Локањаца. Највећи број њих одведен је на превару, позвани да наводно раде на поправци пута, а потом прослијеђени у Јасеновац. Страдало је 45-оро Локањаца у Јасеновцу (38-оро из Доњег Локања и седморо из Горњег Локања). У Локању је почело да се прикупља оружје и држе страже, посебно према усташко-легионарским утрвђењима на ободима села. Убрзо ће се на ширем подручју неколико села, новембра 1941. формирати Подрињски четнички одред. О томе не постоје писани подаци, нити се свједоци тог времена поуздано сјећају, јер су јединицу која је била стационирана у Локању једноставно сви звали ''Манојловићеви четници'', по њеном команданту Милану Манојловићу из Горњег Локања. Команда ове јединице током свих година рата била је у Попадићима. Истовремено, на Мајевици се формира партизански покрет који је своја упоришта имао у Доњој Трнови, Вукосавцима и Лопарама. У то вријеме, ни четници ни партизани нису вршили присилну мобилизацију, већ су једнима и другима прилазило добровољно. Они који се боље сјећају, кажу да су многи прелазили из једне војске у другу, појединци али и читаве групе. Све је то било могуће у првој години рата, док су четници и партизани сарађивали и чак понегдје имали садејство у акцијама. На подручју Локања и околних села, током 1943. било је сталних чарки, мањих сукоба, ликвидација и одмазди, али не и великих фронталних сукоба. Партизани су пролазили кроз Локањ само у већим формацијама. Пошто је Локањ био препрека за комуникацију партизанских формација између Мајевице и Бирча, њихове јединице су предузеле велику офанзиву 20. јануара 1944. на Јовањдан, са циљем да потпуно униште четнике на тим просторима. Напади су кренули са више праваца, из засеока Подгај, Јанковићи и села Јасенице и почела је битка на брду Чарковача и створен је чврст обруч. Када се чинило да су четници у безизлазној ситуацији, стигло им је појачање, Лекини четници, па су пробили обруч. На попришту битке остало је на десетине мртвих на обје стране. Била је то највећа и последња битка на овом простору. Четници су у то вријеме били слабо обавјештени, да је, по свједочењима, Манојловић 1945. одржао говор својим четницима да је крај рата близу и да су партизани готови. Чак су и годину дана послије многи насели на замку од ОЗНЕ да долази краљ, а на том путу били су похапшени и зарађивали су дугогодишње робије. Након дугог времена, у Локању код цркве подигнут споменик палим борцима и жртава из Другог свјетског рата и Рата у Босни. На споменику се налазе сва имена бораца и жртава рата, без обзира којим су војним јединицама припадали у рату, сматрајући да су се сви борили за одбрану отаџбине и за одбрану свога села Локања. Током Другог свјетског рата, погинуло је укупно 106 Локањаца.

#### Локањ уСоцијалистичкој Федеративној Републици Југославији
Старији мјештани свједоче да су постојале обавезе које је свако домаћинство морало предати држави. Некад су биле ригорозне и морали су се испунити без изузетака. Непосредно послије рата у склопу обавезног рада, многи мушкарци из Локања су били ангажовани на сјечи шуме за државне потребе, а жене из Локања су се, осим женских, прихватиле и мушких послова око куће и у пољу. Од почетка 1970-их многи из Локања запослили су се у државним фирмама, а добар дио становништва је отишао у иностранство, па су тиме омогућили подизање стандарда својих породица. Тада се почињу градити куће од тврдог материјала и живот на селу постаје много бољи него до тада.

#### Локањ за вријемераспада Југославије
Распад Југославије наметнут је од сепаратистичких снага унутар земље и свјетских сила. Огроман број Срба није жељело распад Југославије, јер су једино у њој као народ живјели у једној држави. Највећу трагедију је доживјела Босна и Херцеговина у којој су се на релативно малом простору ратовале три нације и три религије. Ратовао је свако са сваким, мада су се Срби често борили сами, док су Хрвати и муслимани ратовали заједно против Срба. За вријеме рата у Босни, у Локању се релативно нормално радило, наравно прилагођено ратним условима. Није било масовног разарања и гранатирања у Локању, сем појединих случајева, па су мјештани могли нормално да обрађују земљу, успремају усјеве или да гаје стоку. Скоро сви мушкарци до 60 година живота су били ангажовани у јединицама за одбрану села, а касније су дјелови јединица, чета и батаљона, ишли и на друга ратишта Републике Српске. Војска је ишла на фронт по смјенама, један дио јединице био је на ратишту, док је у исто вријеме други дио јединице одмарао код куће или радећи нормално пољске послове. Једино када су била интензивна борбена дејства, тада је комплетна јединица била у рововима. Рат је трајао пуне три године, почев од кратког рата у Словенији и рата у Хрватској. У Локању је погинуло четири бораца, а три лица се воде као жртве рата.

#### Локањ данас
Житељи Локања данас воде фин и миран живот. Локањци настављају да живе и раде са нешто смањеним животним стандардом, јер су многи остали без посла пошто су многа привредна предузећа, како у Зворнику, тако и у Србији гдје су били запослени, банкротирала и престала да раде, што је довело до исељавања становништва. Многи мјештани Локања данас најчешће напуштају Локањ и одлазе у иностранство у нади да ће пронаћи посао.

## Привреда
Становници Локања су се бавили разним пословима и дјелатностима у борби за опстанак. Мјештани Локања данас се баве земљорадњом, воћарством и сточарством.

### Земљорадња
Обрада земљишта у Локању је све до краја Првог свјетског рата, па може се рећи и до педесетих година, радило се веома ''примитивно''. Веома дуго се земља орала ралицом, без превртања, него само ровањем земље. У Локању се узгаја кукуруз, пшеница, раж, конопља, лан и разно поврће. Био је то мукотрпан посао све до половине 20. вијека када се уводи механизација.

### Сточарство
Од стоке у Локању, гаје се говеда, овце, свиње, козе, кокошке, гуске, патке, ћурке и морке.

### Воћарство
У Локању успјевају разне врсте воћа: јабуке, крушке, вишње, кајсије, смокве, трешње, шљиве, брескве, ораси и грожђе.

## Становништво
Локањ има око 800 домаћинстава. У њој живе следеће породице у следећим засеоцима:
Лазаревићи: Лазаревићи, Перићи, Стевићи, Стевановићи и Маринковићи
Араповићи: Стевановићи, Ђорђићи, Ристићи, Вујевићи, Митровићи, Перићи и Симићи
Гајићи: Гајићи, Стевићи, Станимировићи, Лакићи и Ђурићи
Попадићи: Попадићи, Перићи, Бојићи, Петровићи, Лазићи и Савићи
Савићи: Савићи, Стевановићи, Јовићи, Филиповићи, Радовановићи и Ристићи
Градац: Максимовићи, Маринковићи, Перићи, Савићи, Пантићи и Ђокићи
Потоци: Симићи, Остојићи, Марковићи и Станојевићи
Њиверице: Стевићи, Којићи, Савићи, Остојићи, Ђокићи, Ђукановићи, Илићи, Спасојевићи, Јовићи, Максимовићи, Вукићи, Марковићи, Митровићи, Тодоровићи и Лакићи
Јанковићи: Јанковићи, Лазаревићи, Мијићи и Манојловићи
Радоњићи: Илићи, Перићи, Мићићи, Лукићи. Јанковићи, Николићи, Мијићи и Ђукановићи
Подгај: Живковићи, Павловић, Митровићи, Марковићи и Перићи
Пантићи: Пантићи, Тешићи, Томићи, Цвјетиновићи, Мићићи, Лазаревићи, Марковићи, Тодоровићи, Остојићи, Миловановићи и Вуковићи
Подосоје: Симанићи, Митровићи, Ђорђићи и Илићи
Гудура: Јевтићи, Мићићи, Живковићи, Лазаревићи, Перићи, Стевановићи, Цвјетиновићи, Радовановићи, Митровићи и Марковићи
Локањско Брањево: Лакићи, Тејићи, Илићи, Томићи, Марковићи и Гоћићи.

## Култура
У Локaњу се налази основна школа Никола Тесла до 5 разреда. Село Локањ има фудбалски тим ФК Локањ (3. лига). Црква Пресвете Богородице се налази у Горњем Локaњу.

### ОШ''Никола Тесла''Доњи Локањ
Ученици из Локања су прије ишли у Пилицу у школу. Пошто зграда у Пилици није могла да прими све ученике из Локања, органи власти су почели градити школу у Локању. Прва школа направљена је у засеоку Њиверице у Ђокићима 1950. Изградњом и отварањем нове осмогодишње школе у Пилици 1971. године она постаје централна школа, са двије подручне школе у Њиверицама и Барама. Школа у Локању, отворена 1950. године, оронула је, па је одлучено да се направи нова школа, но не на том мјесту, него нешто јужније на главном путу које пролази кроз село. Нова школа изграђена је 1989. а прве ђаке примила је школске 1990/91. Из појединих заселака, дјеца идаље иду у Пилицу у школу јер им је пуно ближа. Отварањем школе имало је немјерљив значај у развоју писмености на овом подручју. Многи су кренули на средље и више школе, а они најбољи на факултете.

### ФК Локањ
1998. године формиран је ФК Локањ. Стадион ФК Локања се налази при уласку у Локањ до главног пута.

### Црква у Локању
Претпоставља се да је постојала црква на подручју Локања, али тешко је рећи гдје се та црква налазила и да ли је уопште постојала. Постоји много показатеља да је постојала нека црква. На тромеђи села Локањ - Јасеница - Кисељак, југозападно од засеока Гајићи, налази се локалитет који носи назив Црквине, па се може претпоставити да је на том простору била црква. Током копања ровова због рата у Босни на том локалитету, пронађен је звечак од црквеног звона. Засеок Попадићи добили су назив по попу који је живио на том мјесту. 1987. године црквена општина Локањ је издвојена из управе манастира Тавна и формирана је нова засебна парохија која је обухватила Горњи и Доњи Локањ.

### Крсне славе
У Локању се славе сљедеће крсне славе:
1. Свети Архиђакон Стефан - Стјепањдан (9. јануар)
2. Свети Василије Велики - Васиљевдан (14. јануар)
3. Свети Јован Крститељ - Јовањдан (20. јануар)
4. Свети Лазар - Лазарева Субота (покретни празник - субота)
5. Свети Георгије - Ђурђевдан (6. мај)
6. Свети апостол и јеванђелиста Марко - Марковдан (8. мај)
7. Рођење Светог Јована Крститеља - Ивањдан (7. јул)
8. Свети Сисоје (19. јул)
9. Свети Јоаким и Ана - Аћимовдан (22. септембра)
10. Света Петка (27. октобар)
11. Свети апостол Лука (31. октобар)
12. Свети Аврамије Затворник (11. новембар)
13. Свети архангел Михаило - Аранђеловдан (21. новембар)
14. Свети Никола - Никољдан (19. децембар)

Локањска преслава је Спасовдан.